# Cuprom Phoenix
La fonderie de cuivre Cuprom Phoenix est une fonderie de minerais de cuivre sulfureux construite en 1907 à Baia Mare, en Roumanie.
En raison des vapeurs toxiques qui causent des pluies acides, elle possède une cheminée de 351,5 m, construite en 1995, ce qui en fait la plus haute structure artificielle de Roumanie et la troisième cheminée la plus haute d'Europe. La cheminée a un diamètre de 20 m à la base et de 9 m au sommet.
La tour n'est actuellement plus utilisée depuis 2009.

### Vidéos
- Tibor Hajnal, « Turn Combinat Baia Mare », sur YouTube, 13 octobre 2015
- Nicolas Mathieux, « Sur la plus grande tour de Roumanie ! (351,5 m) », sur YouTube, 10 décembre 2018